# Ставерен
Ставерен, Ставорен (нидерл. Stavoren, з.-фриз. Starum) — маленький город с численностью населения менее тысячи человек в общине Юго-Западная Фрисландия провинции Фрисландия, расположенный на берегу Эйсселмер.

## История
Ставерен был основан приблизительно в 300 году до н. э. В древних текстах Ставерен упоминается как место захоронения королей Фризии, включая первого короля-христианина Альдгисла II, сына последнего короля-язычника Радбода.
Старый Ставерен возник на пересечении водных и наземных дорог. Он был расположен на реке, которая впадала во Вли. Вли являлся широкой протокой, которая связывала Флевонское озеро и Северное море. Одна из старейших наземных дорог Священной Римской империи пролегала через Куворден и Стенвейк до Ставерена, а далее через водную переправу до Медемблика. Каждый, кто передвигался по этой дороге, таким образом, вынужден был переправляться через Вли в Ставерене. Суда из Утрехта, идущие по Вехту через Флевонское озеро и Вли в Северное море, также следовали через Ставерен, чтобы достичь Фрисландии. Вероятно, это был маршрут, которым Святой Бонифаций следовал в 754 году из Утрехта в Доккюм.
На оживлённой дороге из порта в направлении Стенвейка и Кувордена монах Одульф построил здесь монастырь. Его послал епископ Утрехтский, чтобы обратить фризов в христианство. Одульф следовал через Вехт, Флевонское озеро и Вли к побережью в Ставерене, и он поселился здесь в 837 году в монастыре, названном позднее его именем.

В XI веке Ставерен получил от Брунонов статус города, предоставленный графом Экбертом I с разрешения императора Генриха V в 1061 году. Таким образом, Ставерен является самым старым городом Фрисландии.

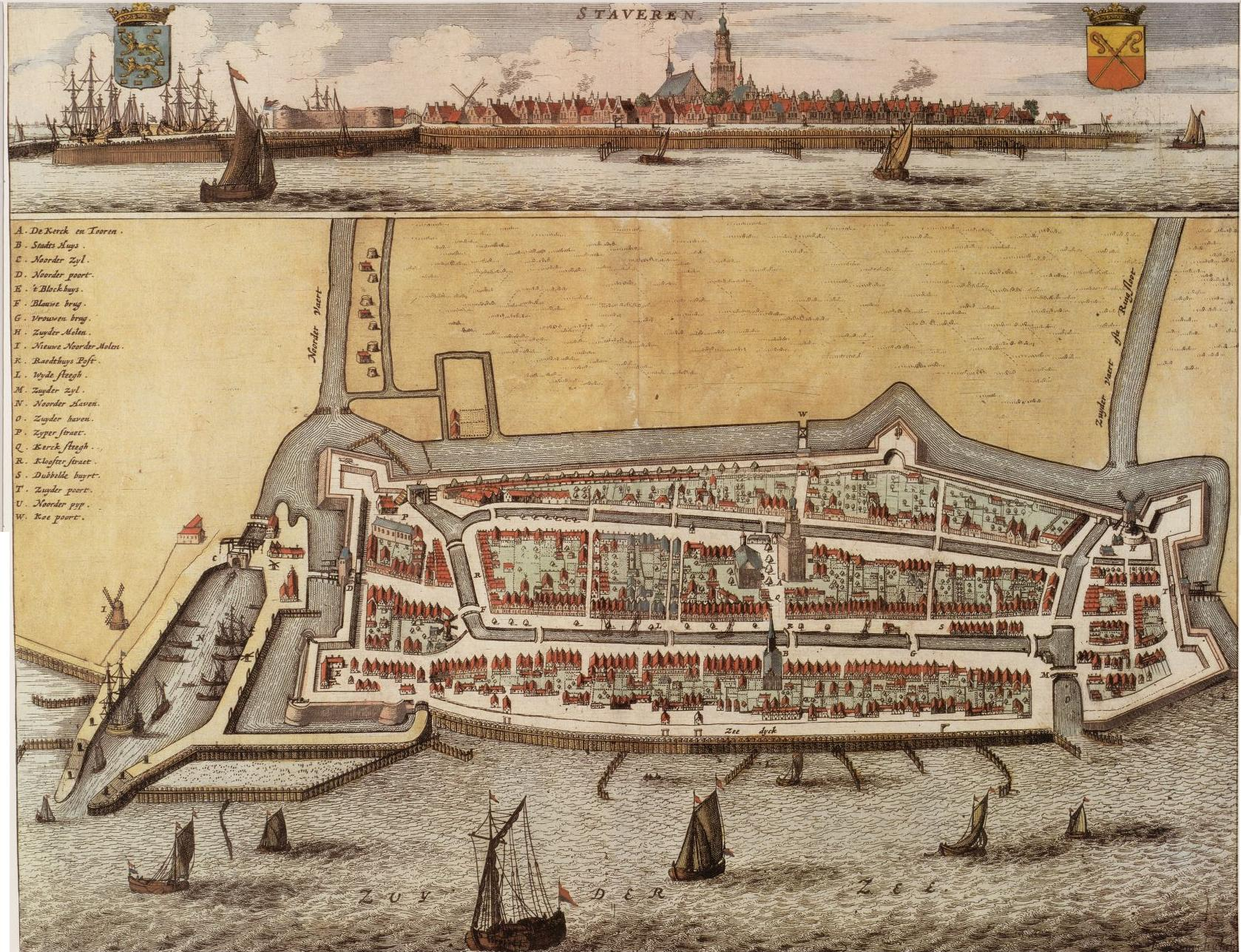
Историческая карта и вид Ставерена в 1664 году

Во времена Высокого Средневековья Ставерен был крупным торговым городом. Судовладельцы и купцы поддерживали важные торговые отношения со странами Балтийского моря. В 1285 году Ставерен стал членом Ганзейского Союза. Шкиперы Ставерена пользовались древней привилегией прохождения Эресунна; им был дан свободный пропуск, что приводило к значительной экономии времени. В Балтийском торговле важную роль играл порт Амстердама. Голландия со своим быстро растущим населением была зависима от импорта продовольственного зерна из стран Балтии. По этой причине шкиперы из Фрисландии были жизненно важны для Голландии. Поэтому в войнах между Голландией и Фрисландией Ставерен часто выбирал сторону Голландии, а в 1292 году он получил права голландского города от графа Флориса V. Однако в сражении при Варнсе, которое также упоминается как сражение при Ставерене, Ставерен тогда выбрал сторону фризов.

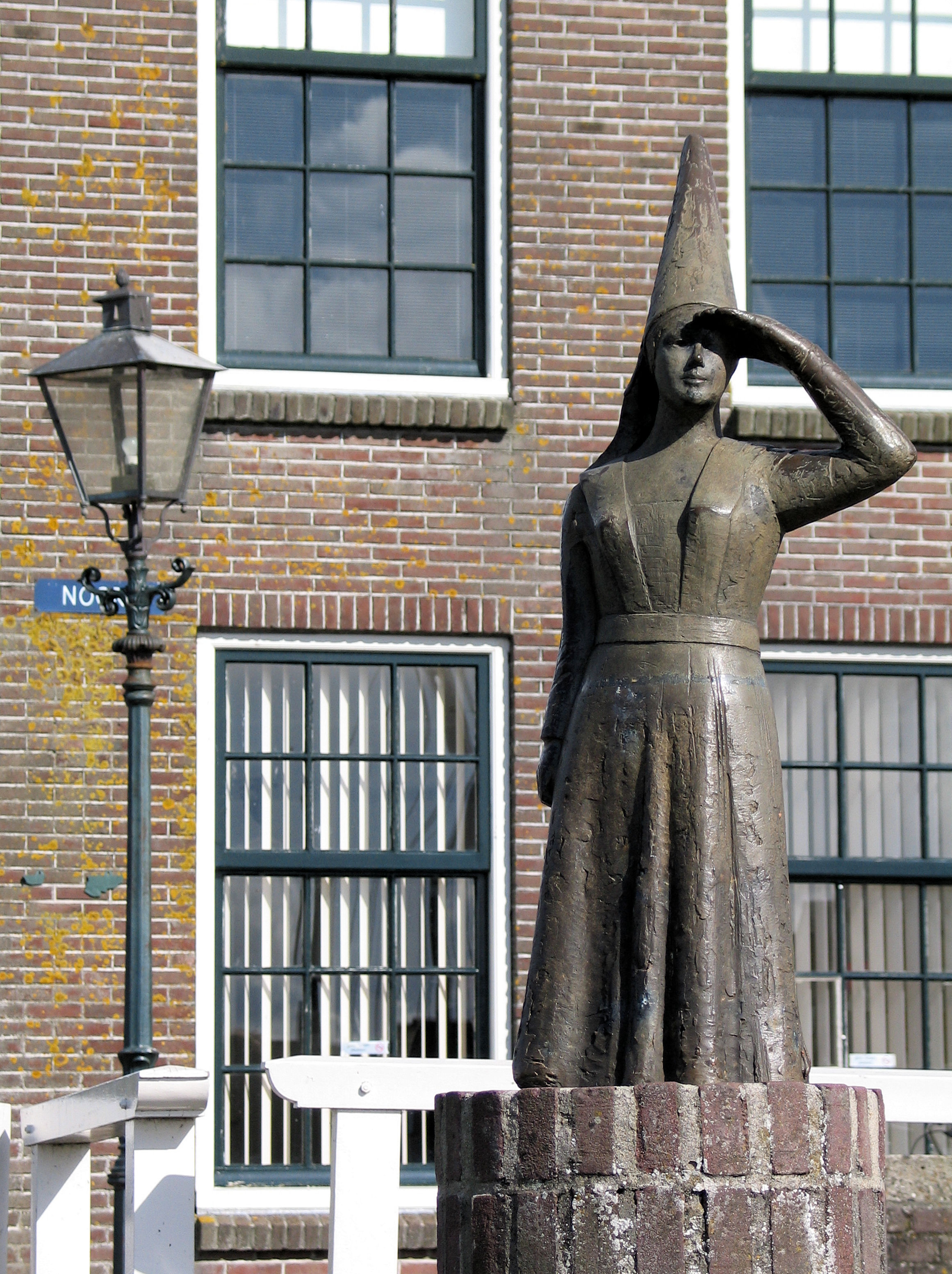
Госпожа Ставерена

Ставерен начал приходить в упадок в позднем Средневековье, когда перед портом образовалась песчаная отмель, блокируя вход и выход кораблей, и город перестал играть свою роль в торговле зерном. Появление отмели послужило источником нидерландской народной сказки времён Ренессанса о Госпоже Ставерена. В 1675 году весь город был поглощён большим наводнением. После этого периода упадка в XVII и XVIII веках наступил временный подъём, связанный перевозками на дальние расстояния. Но в XIX веке город снова стал угасать. От бывшего порта международного значения осталось совсем немного. В туристические летние дни некогда славный портовый город вновь оживает. На причалах у входа в гавань находятся два навигационных огня и маяк.
После строительства железнодорожных линий Зандам — Энкхёйзен от Амстердама и Ставерен — Леуварден, при наличии паромной связки Энкхёйзен — Ставерен, Ставерен стал одним из основных транспортных портов.
В 1978 году городские власти официально приняли вариант "Ставорен" (вместо "Ставерен") в качестве имени города. Начиная с муниципальной реорганизации 1984 года Ставорен больше не является независимым муниципалитетом. До 2011 года город принадлежал муниципалитету Нейефюрд. Нейефюрд затем вошёл в новый муниципалитет Юго-Западная Фрисландия. Городская ратуша теперь используется по другому назначению.

## Достопримечательности

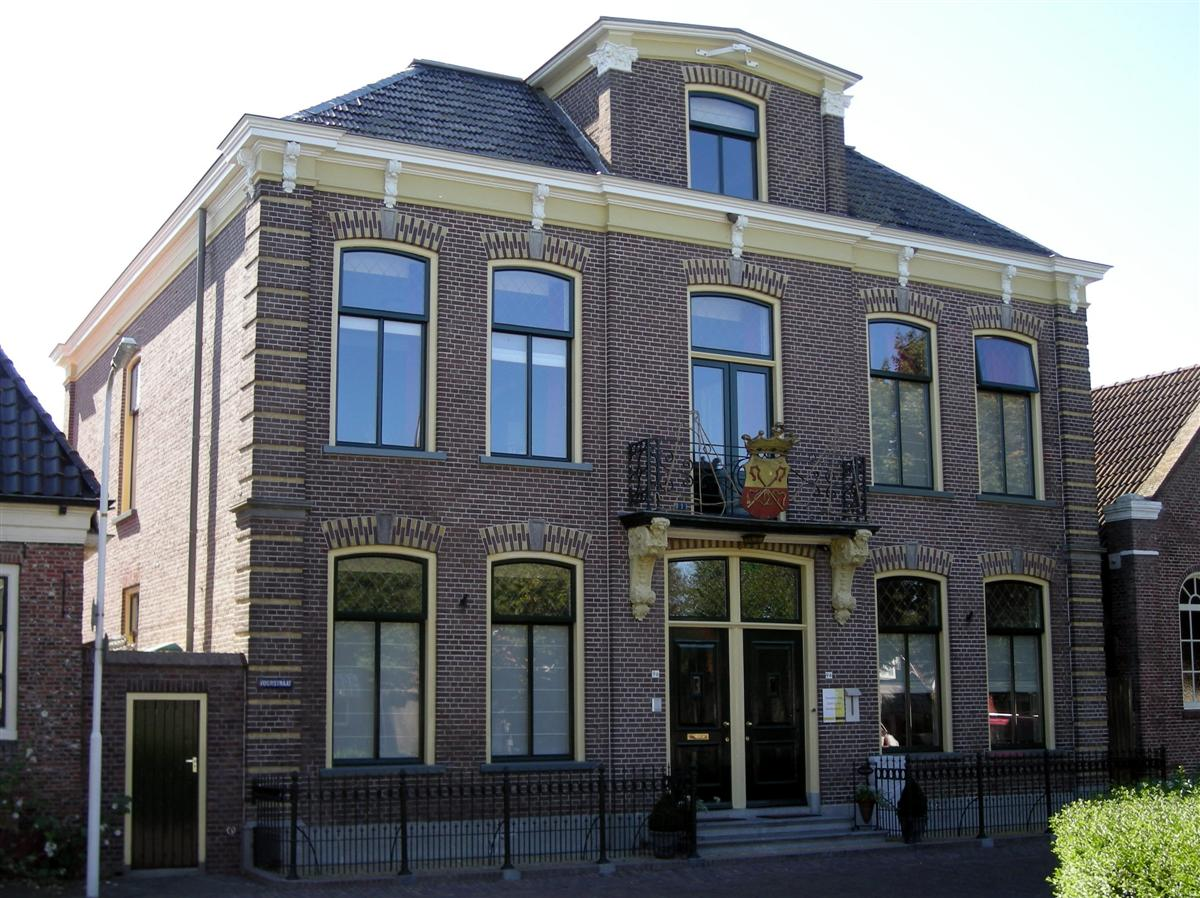
Ратуша Ставерена
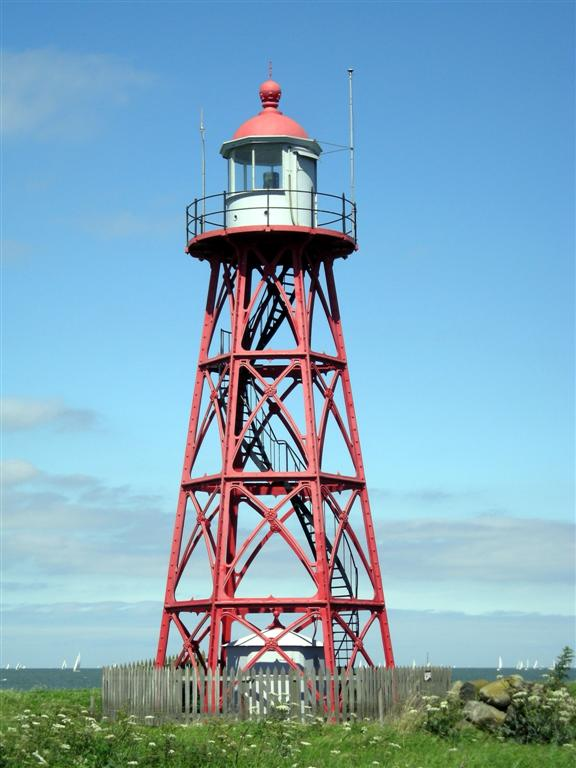
Маяк Ставерена

## Транспорт

### Судоходство

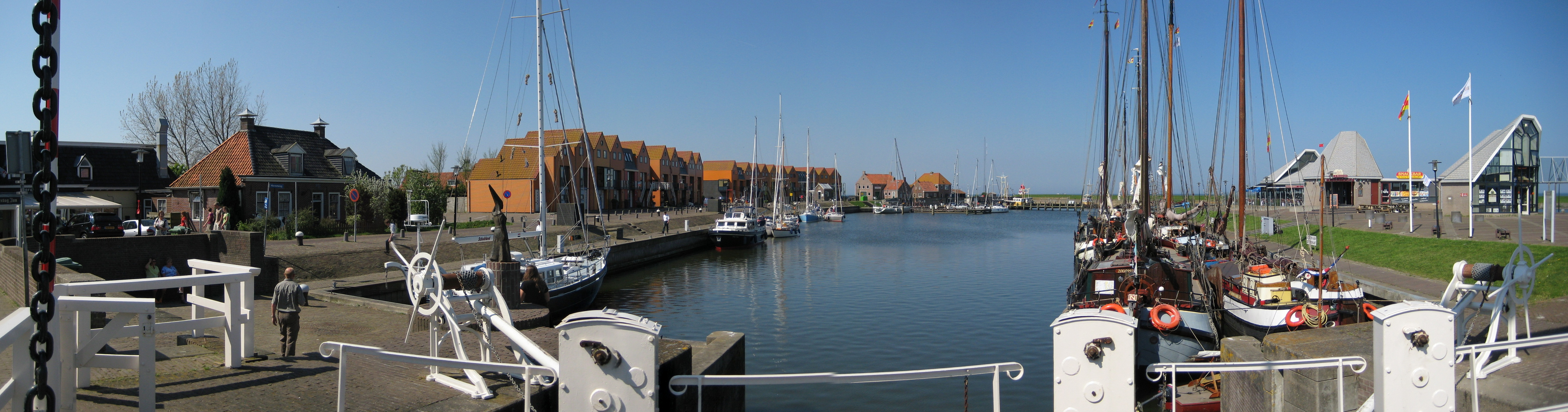
Порт Ставерена

Между Ставереном и Энкхёйзеном курсирует паром для пешеходов и велосипедистов. Переправа Энкхёйзен — Ставерен основана в 1886 году, в настоящее время там задействовано судно Bep Glasius. Переправа работает только в летний сезон, с апреля по октябрь; поездка занимает около получаса. В Ставерене работают два шлюза, использующихся для доставки грузов через Эйсселмер. Один из них, более новый и объёмный, был официально открыт 8 мая 2014 года. Другой, старый морской шлюз на Зёйдерзе, существует с 1575 года. Порт теперь является портом приписки зафрахтованных транспортных судов. Ставерен — это морские ворота Фрисландии для многочисленных фризских озёр.

### Автотранспорт
Через Ставерен не проходят автомагистрали или региональные дороги. Но рядом пролегает региональная дорога N359 от Леувардена через Болсвард, которая соединяется с автомагистралью A6 в районе Леммера.

### Железная дорога

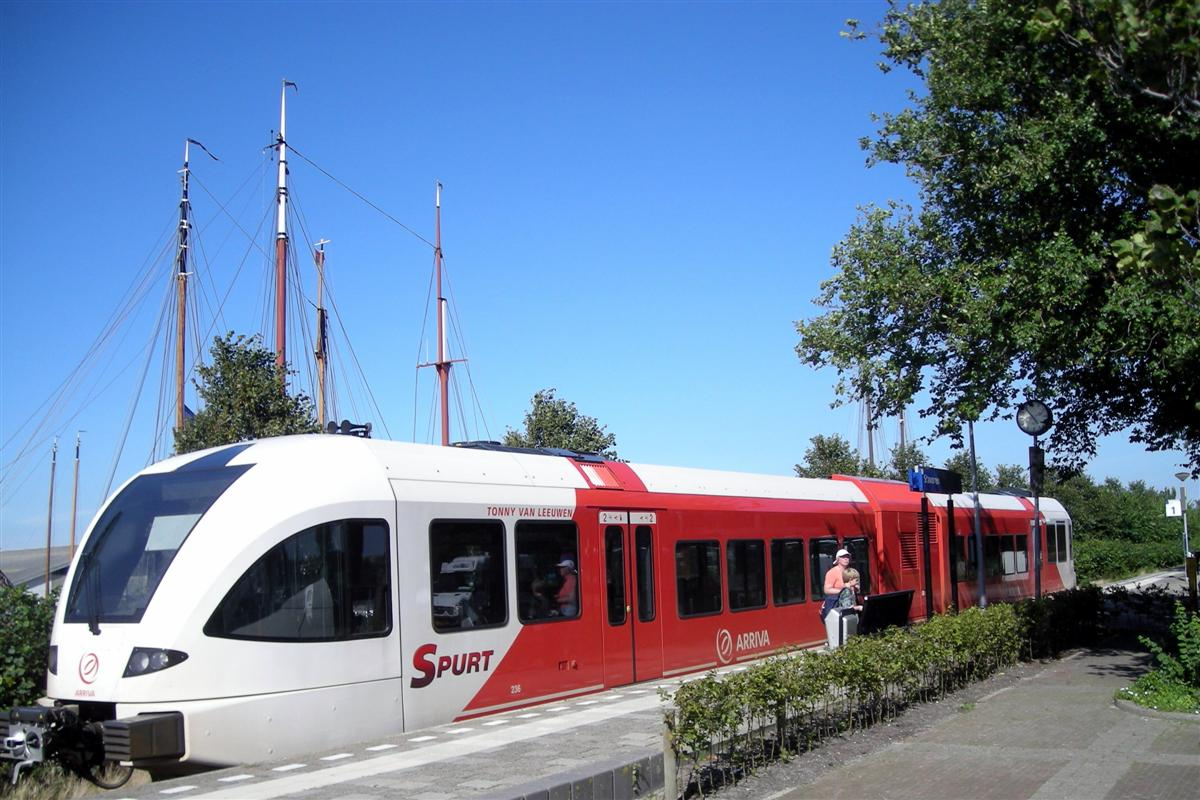
Станция «Ставерен»

Станция Ставерена является конечной станцией железнодорожной линии от Леувардена; поезд на Леуварден отбывает 1 раз в час.

### Пешеходные дороги
Ставерен является частью двух пешеходных дорог. Фризский прибрежный путь проходит между Ставереном и Лауэрсогом. Его длина составляет 152 км и он проходит через Хинделопен, Воркюм, Маккюм и Харлинген. Зёйдерзейский путь длиной 400 км огибает Эйсселмер от Энкхёйзена до Ставерена; путь отмечен в обоих направлениях бело-красными знаками.

## Культура и спорт
Ставерен является одним из пунктов Элфстедентохт (буквально: одиннадцать городов), конькобежного марафона, который проводится, когда зимние температуры предоставляют подходящие условия.
Ставерен расположен на круговом Пути Ганзы, одном из велосипедных маршрутов, вдохновлённом древним союзом ганзейских городов. Этот маршрут начинается в Залтбоммеле и проходит через Любек, Неймеген, Арнем и фризские города Ставерен, Хинделопен и Болсвард. Маршрут также проходит через Франкфурт-на-Одере, Берлин и в конце концов приводит обратно к Залтбоммел через Ситтард. Протяжённость маршрута составляет свыше 3000 км.

## Персоналии
- Алларт Питер ван Йонгесталь (1612—1676) — нидерландский юрист и дипломат
- Вильхельмус а Бракель (1635—1711) — министр-реформатор